# Mesterhármas
A mesterhármas ugyanazon a mérkőzésen ugyanazon játékos által elért három gól a labdarúgásban.
Angol eredetije a hat-trick (vagy hat trick = „kalaptrükk”), amelyet eredetileg a krikett sportban alkalmaztak, de aztán használata átterjedt a futballra (illetve a jéghokira, a baseballra és a rögbire) is.
A kifejezés eredete homályos. Az egyik variáció szerint 1858-ban a Birmingham játékosa, Rom Lite megemelte a kalapját Viktória királynő felé, miután három gólt szerzett a Sheffield ellen, és csapata bejutott az FA-kupa döntőjébe.
A labdarúgásban különböző szűkítő értelmezései ismertek:
- A klasszikus mesterhármas, amikor úgy esik a három gól, hogy közben más játékos nem szerez gólt.
- A tökéletes mesterhármas amikor a játékos mindkét lábával és fejjel is betalál a hálóba (még szűkebben egy fejes, egy rúgás és egy szabadrúgás gól).
- Amikor a három gólt a játékos ugyanabban a félidőben éri el.
- A Németországban, Belgiumban és Skandináviában ismert szűkító definíció szerint mesterhármas az, ha mindhárom gól ugyanabba a hálóba megy, és közöttük más gól nem esik.[1]

## Rekordok, érdekességek
- A leggyorsabb mesterhármast Alex Torr egy Sunday League-meccsen szerezte 70 másodperc alatt.[2]
- Csak Geoff Hurst szerzett három gólt vb-döntőben, Anglia színeiben 1966-ban, hosszabbítás után.[3]
- Az angol, a magyar, illetve német élvonalban 4 perc kellett a leggyorsabb mesterhármashoz. Robbie Fowler, Varga Barnabás és Gerd Müller szerezte a villámgyors triplákat. Az olasz és a spanyol ligában 5 perc a leggyorsabb tripla Marco van Basten és David Villa jóvoltából.[4]

## Több mint 3 gól
Ha egy játékos négy, öt, vagy annál több gólt szerez a mérkőzésen, akkor azt szokás nézni, hogy ért-e el klasszikus mesterhármast, vagy mennyi idő alatt ért el három gólt.

## Más sportágakban
- A gyorsasági autó- és motorversenyeken mesterhármasnak azt nevezik, ha egy versenyző első helyről rajtolva megnyeri a futamot és a leggyorsabb versenykört is ő futja.
- A krikettben egy dobó akkor ér el mesterhármast, ha három egymást követő dobásával kiejti az ellenfél három ütőjátékosát, azaz három kaput szerez. Ez igen ritkán történik meg.